# Доминик Козма
Доминик Козма (мађ. Kozma Dominik; Данфермлин, 10. април 1991) мађарски је пливач чија ужа специјалност су трке слободним стилом. Вишеструки је мађарски олимпијац, освајач бројних медаља на разним међународним такмичења и национални првак.
Његов отац Иштван Козма је некадашњи мађарски фудбалски репрезентативац.

## Каријера
На међународној сцени дебитовао је на Европском првенству за јуниоре које је одржано у лето 2008. у Београду, а свега месец дана касније наступио је и на својим првим Олимпијским играма пошто је у Пекингу 2008. био члан мађарске штафете у трци на 4×200 метара слободним стилом. Наредне године поново наступа на европском јуниорском првенству где осваја и прве медаље у каријери, злато на 50 слободно и сребро на 200 мешовито.
На светским првенствима први пут је запливао у Шангају 2011, али без неког значајнијег резултата. Први велики успех у сениорској каријери постиже на Европском првенству 2012. у Дебрецину где је освојио три сребрне медаље, две у штафетама и једну у трци на 200 метара слободним стилом. Пар месеци касније наступио је на ЛОИ 2012. у Лондону где је био 10. у полуфиналу трке на 200 метара слободно, а као члан штафета 4×100 мешовито и 4×200 слободно пливао је у финалима и завршавао на 5, односно на 8. месту. Потом је поново успео да се квалификује за наступ на Олимпијским играма, у Рију 2016. пливао је у 4 дисциплине, а најзначајнији резултат му је било 15. место у полуфиналу трке на 200 слободно.
Најбоље резултате у каријери остварио је на светском првенству у Будимпешти 2017. где се такмичио у чак 5 дисциплина. У појединачним тркама најбољи резултат остварио је у трци на 200 слободно у којој је освојио 6. место у финалу уз нови национални рекорд у времену од 1:45,54 минута. У трци на 100 слободно био је тек 21. место у  квалификацијама са временом од 48,89 секунди. Знатно боље резултате остварио је у штафетним тркама, а као члан штафете 4×100 слободно освојио је бронзану медаљу с временом новог националног рекорда од 3:11,99 минута (чланови штафете били су још и Ричард Бохуш, Петер Холода и Нандор Немет).
На светском првенству у корејском Квангџуу 2019. се такмичио у три дисицплине. Једину појединачну трку у којој је учествовао, ону на 200 слободно, завршио је на седмом месту у финалу. Пливао је и за штафете на 4×100 слободно (7. место у финалу) и 4×200 слободно (15. место у квалификацијама).